# Webring

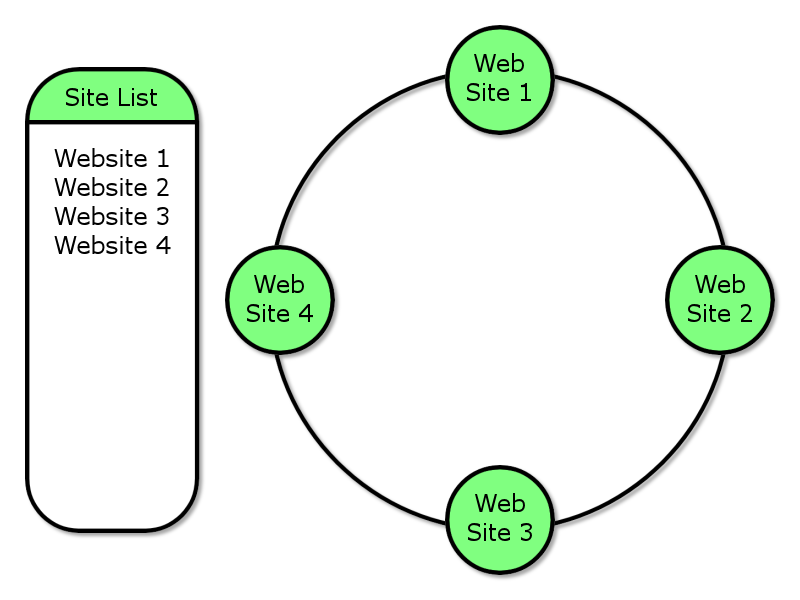
Webring

Webring – forma łączenia tematycznych stron WWW, popularna w latach 90. XX wieku.
Ideą tworzenia webringów było ułatwienie kontaktów i wymiany doświadczeń pomiędzy ludźmi pasjonującymi się jakąś dziedziną i umożliwienie internautom dostępu do jak największej ilości informacji. Uzyskiwano to w ten sposób, że strony traktujące o podobnych tematach, połączone były  wzajemnie hiperłączami, dzięki czemu osoby odwiedzające którąkolwiek stronę takiego "pierścienia" mogły przechodzić do strony poprzedniej, następnej, a także do losowo wybranej.
Każda witryna zgłoszona do ringu zobowiązywała się umieścić w widocznym miejscu standardowy banner i odnośniki danego ringu. Złączone w ten sposób witryny tworzyły zamknięty "pierścień WWW" - czyli webring. 
Znaczenie webringów znacznie spadło ze względu na obecność w Internecie wyszukiwarek i robotów indeksujących strony na podstawie słów kluczowych (keywords), a nawet całej zawartości. Jednak wyszukiwarki traktują strony jednakowo (teoretycznie), a webring łączy strony wybrane i sprawdzone.
Największym światowym webringiem był serwis webring.org, zakupiony w 1997 przez GeoCities. Z kolei po zakupie GeoCities przez Yahoo! w 1999, serwis nie był dalej rozwijany. W 2001 Yahoo zwolniło jego obsługę, a w 2015 stanowił już tylko świadectwo historii Internetu.